# Bibliothèque nationale des Îles Salomon
La Bibliothèque nationale des Îles Salomon (Anglais : National Library of Solomon Islands), parfois Bibliothèque publique des Îles Salomon (Anglais : Solomon Islands Public Library), a été fondée le 26 juin 1974 et se trouve à Honiara, la capitale des Îles Salomon,. Son ouverture a lieu le 17 juillet 1980.
En 2015, la collection de la bibliothèque contenait 15 000 documents, soit 5 000 ouvrages généraux de référence et 10 000 ouvrages préservés au sein de la collection nationale.
La visée principale de la Bibliothèque lors de sa fondation était la réorganisation des services bibliothécaires existant à ce moment, et d'étendre les services d'accès à la lecture à l'ensemble de la nation,.

## Objectifs principaux
En 2014, la Bibliothèque nationale des Îles Salomon a défini comme visée principale la promotion des objectifs suivant :
- Offrir l'opportunité à tous les Salomonais et au Grand Public l'accès à du matériel de lecture dans un but de développement individuel et de récréation ;
- Promouvoir la littératie, encourager la lecture et la dissémination de l'information et des idées par l'établissement de bibliothèques publiques, d'un service de bibliothèque mobile, et des services bibliothécaires provinciaux et communautaires ;
- Fournir des services bibliothécaires au Parlement, aux Départements gouvernementaux, aux autorités, et aux institutions (incluant les écoles et les bibliothèques qui en font la demande) ;
- Coordonner sous l'égide des services bibliothécaires nationaux les procédures professionnelles à l'égard des bibliothèques qui sont membres de ce service au sein des Îles Salomon ;
- Conseiller, coordonner, et rationaliser les ressources et les services des bibliothèques des départements gouvernementaux ;
- Maintenir, développer, et préserver une collection nationale des ressources bibliothécaires, incluant une collection exhaustive des ressources bibliothécaires se rapportant aux Îles Salomon et son peuple ;
- Déterminer les standards de formation du personnel bibliothécaire.

## Historique et faits notables
Dans une encyclopédie datant de 1980, il était rapporté que la Bibliothèque nationale était responsable de la coordination de l'ensemble des activités des 21 bibliothèques actives sur le territoire des Îles Salomon. Une attention primordiale pour les services en provinces était à souligner due au grand taux (environ 90%) de la population ne vivant pas au sein de la capitale. De nombreuses initiatives étaient en place pour résoudre cette situation ainsi que d'autres situations problématiques. Il y avait entre autres : des boîtes à livres, des unités mobiles, l'établissement d'un catalogue du réseau, et un service de prêts entre bibliothèques.
Au début des années 1970, une collection nationale des Îles Salomon et de la région Pacifique avait été établie au sein du siège social de la Bibliothèque grâce à des dons provenant d'outre-mer et à des achats spasmodiques. Dans la même foulée, le dépôt légal a été mise en place dès 1972.
En 1974, à son ouverture, son objectif principal était la réorganisation des services des bibliothèques existantes et l'étendue des services de lecture à l'ensemble de la nation.
En 1976, la promotion des services est rendue possible. Dès lors ont été organisées des heures du conte, des visites de la Bibliothèque par des écoles locales, et ont même été diffusés des contes via la radio. Il était alors possible d'aller à la bibliothèque pour lire dans des aires de détentes puisque les heures d'ouverture étaient alors décidées en fonction du rythme de vie des salomonais.
Le Libraries Act de 1979 a permis l'établissement officiel de la Bibliothèque nationale et lui assignait la mission de fournir un service efficace au travers des Îles Salomon.
Entre 1980 et 1981, la Bibliothèque déménage de l'école secondaire d'Honiara pour emménager dans un bâtiment à la fois à l'arrière de la bibliothèque publique d'Honiara et à l'opposé du Ministère de l'Infrastructure et du Développement. Elle s'y situait encore en 2016.
Quelques années plus tard, dans un article datant de 1992, il était de nouveau rapporté que la Bibliothèque nationale cherchait à étendre ses services aux différents centres provinciaux du pays, et ce malgré des ressources particulièrement limitées. Lorsque les conditions étaient adaptées, un effort supplémentaire était émis pour étendre les services directement dans les communautés et les écoles rurales.
Depuis 2007, une heure du conte a été spécialement mise en place pour les enfants qui n'ont pas accès à des services de garderie. Son public cible est les enfants de 3 à 5 ans et elle a lieu deux fois par semaine les mardi et mercredi de 10 à 11am.
Pour l'an 2015, il a été révélé que le budget de la Bibliothèque nationale était de 560 336 $ et qu'il lui est décerné par le Ministère de l'Éducation. L'ensemble de son personnel était alors de huit employés dont deux étaient diplômés dans le domaine, trois détenaient des certificats, et trois autres occupaient des postes d'auxiliaires. Son nombre de visites mensuelles étaient environ de 400 personnes. Le système Koha a été implaté au mois de juin et a été rendu disponible aux membres des ministères gouvernementaux seulement.
En août 2015, un réseau de bibliothécaires a été implanté. Celui-ci comprend des bibliothécaires des : bibliothèques gouvernementales ; bibliothèques spécialisées ; de la bibliothèque du campus des Îles Salomon de l'Université du Pacifique Sud ; et la bibliothèque de l'Université Nationale des Îles Salomon.
En novembre 2015, la Bibliothèque nationale de Nouvelle-Zélande invite Margaret Talasasa, directrice de la Bibliothèque nationale à assister pour la première fois à la Conférence des Directeurs de Bibliothèques Nationales en Asie et Océanie.

## Problématiques
La Bibliothèque nationale rencontre de nombreux problèmes lors de son fonctionnement. Dans son article de 1992 cité précédemment, Evans en résumait les principaux comme suit.

### Personnel et formation
La formation de l'entièreté du personnel professionnel dépendait de la Bibliothèque nationale puisque la formation officielle la plus proche se trouvait en Papouasie-Nouvelle-Guinée dont l'université publique en offrait un certificat. Mais, comme le territoire est entièrement insulaire et que l'emploi nécessite une éducation raisonnable, le nombre de personnel a former est élevé pour pouvoir assurer que le service de chaque bibliothèque fonctionne convenablement. 
Il aura fallu attendre 1990 pour que les employés des bibliothèques rurales soit engagés à titre d'employés de la Bibliothèque nationale, ce qui leur permettait d'œuvrer au sein d'une hiérarchie dynamique et proprement formée dont ils pouvaient monter les échelons.

### Matériel pertinent
Une pénurie marquée de documents écrits localement ou en langues locales était présente dans l'ensemble de la région du pacifique sud. Quelques associations ont vues le jour pour régler ce problème, mais aucune semblait y apporter une solution concluente.

### La décentralisation
À ses débuts, il n'était pas clair quels seraient respectivement les rôles de la Bibliothèque nationale et des autorités provinciales en ce qui à attrait au financement et à la maintenance des bibliothèques publiques. L'absence de clarté sur ce sujet a menée à certaines tensions par le passé.

### Financement
Comme les ressources étaient en manque à l'échelle nationale, l'ensemble du financement pour les bâtiments et l'établisssment des collections appartenant aux bibliothèques doit passer par des projets d'aide humanitaire. Même si la Bibliothèque avait alors les fonds nécessaires pour le personnel et l'ensemble des déplacements que ses activités requièrent, cet équilibre était entièrement dépendant du support par le gouvernement Solomonais.

### Transport
L'insularité du pays force les services de la Bibliothèque à dépendre du coût et des horaires des différents modes de transport, que ce soit par avion ou par bateau. Le résultat de cette dépendance se révèle d'énorme coûts, que ce soit en temps ou en argent. De plus, pour les îles les plus éloignées, il n'était plus question d'utiliser des traversier autant que de bateaux à rame.